# Will Clarke
William Clarke Jr. (Pittsburgh, 4 maggio 1991) è un giocatore di football americano statunitense che gioca nel ruolo di defensive end per gli Arlington Renegades della X Football League (XFL). Fu scelto nel corso del terzo giro (88º assoluto) del Draft NFL 2014. Al college ha giocato a football alla West Virginia University

## Carriera professionistica

### Cincinnati Bengals
Clarke fu scelto dai Cincinnati Bengals nel corso del terzo giro del Draft 2014. Debuttò come professionista subentrando nella settimana 3 contro i Tennessee Titans. La sua prima stagione si chiuse con 3 tackle in 7 presenze.

### Tampa Bay Buccaneers
Nel 2017, Clarke firmò con i Tampa Bay Buccaneers.

## Statistiche
| Partite totali      | 35  |
| Partite da titolare | 0   |
| Tackle              | 22  |
| Sack                | 4,5 |
| Intercetti          | 0   |

Statistiche aggiornate alla stagione 2016